# Рубан Вадим Вікторович
Вади́м Ві́кторович Ру́бан — підполковник Збройних сил України.
Станом на лютий 2017-го — старший штурман, військова частина А1710 (8-й командний пункт армійської авіації).

## Нагороди
8 серпня 2014 року — за особисту мужність і героїзм, виявлені у захисті державного суверенітету та територіальної цілісності України, вірність військовій присязі під час російсько-української війни, відзначений — нагороджений орденом Богдана Хмельницького III ступеня.